# Taba Heights
Taba Heights is een aangelegd toeristenoord in Egypte. Het dorp werd gebouwd door het bedrijf Orascom Hotels and Development. Het omvat een vijftal luxehotels en bijbehorende faciliteiten.

## Geografie
Taba Heights is gelegen op het Sinaïschiereiland en ligt ongeveer 20km ten zuiden van Taba (Egypte) en de grens met Israël. Het ligt ingeklemd tussen het indrukwekkende Sinaïgebergte en de smalle Golf van Akaba (Rode Zee). Vanaf het strand zie je aan de overkant van het water Jordanië en Saoedi-Arabië liggen. Het dorp ligt op 35 kilometer van het kleine Taba International Airport. De grote toeristenstad Sharm el Sheikh is ongeveer 2,5 uur rijden.

## Toerisme

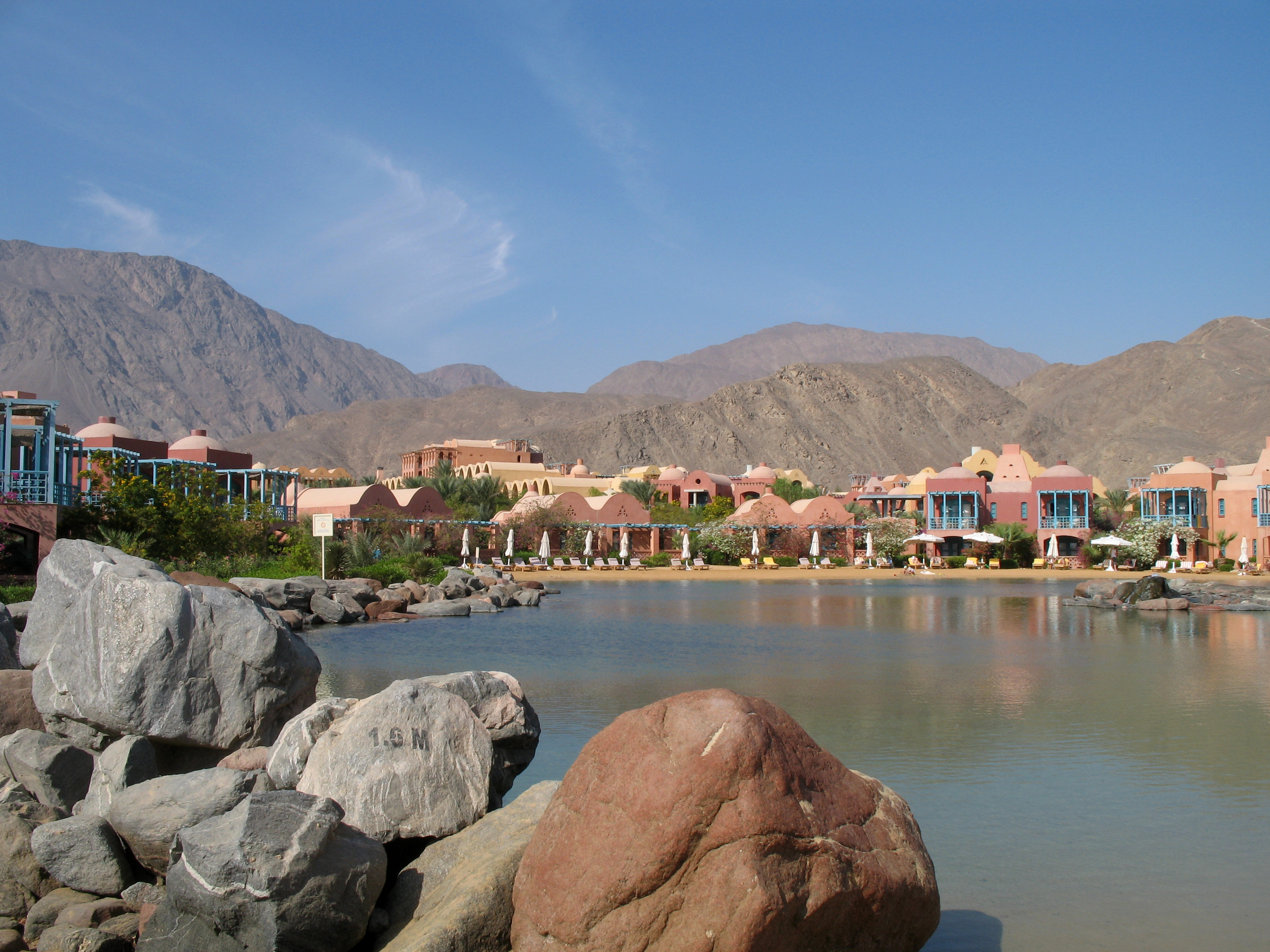

### Hotels
In Taba Heights bevinden zich hotels van de volgende ketens:
- - Three Corners El Wekala Golf Resort
  - Hyatt
  - Sofitel
  - Marriott
  - Intercontinental
  - Club Med

Direct buiten Taba Heights bevinden zich ook nog een aantal hotels.

### Faciliteiten
In het compacte centrum ("Uptown") bevinden zich enkele winkels (souvenirs, kleding, sportartikelen), supermarkt, apotheek, lokaal ziekenhuis, een bedoeïenentent (waterpijp roken, thee drinken) en een aantal bars en restaurants (Mexicaans, Oriëntaals, Belgisch, Thais en Indiaas).
Er zijn diverse watersportfaciliteiten en er is een golfbaan.

### Zien en doen
Vanuit Taba Heights zijn er dagexcursies naar onder andere de historische stad Petra in Jordanië en het buurland Israël (bezoek aan de Dode Zee, Jeruzalem en Bethlehem). Ook is het vanuit Taba Heights mogelijk om naar het Katharinaklooster te gaan, al dan niet in combinatie met het beklimmen van de Sinaïberg (Mozesberg).
De Rode Zee staat bekend om de kleurrijke vissen en koraal. In de zomer worden soms schildpadden, walvishaaien en/of dolfijnen gezien.